# Клесарски занат у Белој Води
Клесарски занат у Белој Води је традиционални начин обраде камена беловодског пешчара чије извориште су мајдани у залеђу села. Камен је седиментног порекла и јавља се у чак 25 топлих валера беле, жуте и црвене боје, што га чини пожељним и за израду мозаика. Подаци из 1997. године говоре да је на простору Беле Воде измерено око 400 старих и нових површинских мајданских копова.
Клесарски занат у Белој Води води порекло из периода средњег века и у континуитету је очуван све до данас. Зато је 2012. године уврштен у Национални регистар нематеријалног културног наслеђа Србије.

## Историја
Клесарски занат у Белој Води води порекло из периода средњег века и у континуитету је, током око 600 година, очуван све до данас. Беловодски камен кориштен је за зидање и израду украсних елемената (розете, портали, оквири прозора, аркаде, венци и други украси) на црквама моравске школе, затим за надгробне споменике, а касније и на бројним чесмама у Крушевцу и Великој чесми у Белој Води (сазидана 1847. године).
У 19. и 20. веку беловодски камен кориштен је за израду мостова, вијадуката. У периоду после Првог светског рата француска фирма Батињол користила је овај камен за изградњу многих значајних објеката у Београду. Министарство трговине Краљевине Срба Хрвата и Словенаца је у периоду од 1920. до 1924. године организовало школу клесарства у Белој Води - Моравску споменарску школу и тамо слало најбоље стручњаке да обучавају клесаре. Захваљујући овоме клесарски занат се у овом селу толико омасовио да је 1930. године основана Каменорезачка задруга. Моравска споменарска школа је била доминантна у централној Србији све до 60-их година 20. века.
Крајем 20. века клесарски занат у Белој Води почео је да замире. До прекида масовне експлоатације камена је дошло у тренутку када су многе ствари престале да се раде ручно. Зато је у Крушевцу 2015. године, у Политехничкој школи "Милутин Миланковић", отворено ново комбиновано одељење - клесари и дрворезбари, које ће покушати да настави традицију уметничког обликовања белог пешчара.

### Клесарски занат у Белој Води данас
Од 1975. године У Белој Води одржава се традиционална културна манифестација „Беловодска розета”. Ова манифестација се одржава сваке године средином јула месеца у Парку скулптура у белој Води. Почев од 1988. године, у знак признања за уметнички, културни и научни допринос српској култури, заслужним појединцима додељује камена розета. Први добитник камене розете била је Десанка Максимовић, а затим Матија Бећковић, Емир Кустурица и други. Године 1995. у Белој Води почела је са радом и Вајарска колонија "Беловодски пешчар", а 2000. и Мозаичарска колонија "Младен Србиновић".
Парк скулптура налази се у амфитеатру који је изграђен је 1987. године, према пројекту чувеног крушевачког архитекте Предрага Вертовшека. Амфитеатар је током Вајарске колоније „Беловодски пешчар“ 2001. године уобличен вајарским детаљима.
Године 2009. у Белој Води отворен је Музеј клесарства и вајарства. У Музеју се поред великог броја вајарских експоната могу видети и фотографије розета од беловодског пешчара на цркви Светог Кнеза Лазара у Бирмингему, цркве Светог Марка у Београду, скала природних боја овог камена... У Музеју клесарства и вајарства у Белој Води чувају се различите средњовековне уметнине, спомења, али и камена скулптура са натписима на језику за који се претпоставља да датира од пре 10.000 - 15.000 година. Нађена је на брду Градиште поред Крушевца. Осим уметничких дела у овом музеју се чувају и праисторијске алатке, али и тоцила, поклопац за туршију, све израђено од беловодског пешчара.
Године 2012. клесарски занат у Белој Води уврштен је у Национални регистар нематеријалног културног наслеђа Србије.
Године 2015. у Политехничкој школи "Милутин Миланковић" у Крушевцу отворено је ново комбиновано одељење - клесари и дрворезбари које ће покушати да настави традицију уметничког обликовања белог пешчара чија експлоатација у Белој Води крај Крушевца траје шест векова. Отварање овог одељења подржали су, између осталих и професор Велимир Каравелић и вајар Зоран Васиљковић.

## Мајсторство беловодских клесара
Мајсторство беловодских клесара – споменара огледало се у префињености обраде, слововезачкој вештини, архитектоници, ликовном обликовању и украшавању споменика. Беспрекорно познавање заната, специфична обрада која се темељи на дугој традицији, високе могућности обликовања беловодског пешчара утицали су на велику потражњу, како за каменом тако и за мајсторима, ради украшавања бројних цркава и манастира у земљи и иностранству. Клесарско умеће наслеђивало се заједно са алатом и то одмах после ниже школе. Занат се напуштао једино ако се мајстор разболи од силикозе, и то између 30. и 50. године живота.

## Значајне грађевине грађене беловодским каменом
Од беловодског камена саграђене су многе средњовековне цркве и манастире Моравске школе: црква Лазарица и манастири Каленић и Љубостиња, Манасија, Наупара, Велуће.
После Првог светског рата српско-француска фирма „Батињол“ отпочела је изградњу Београда беловодским пешчаром, па је тако од 1931. године беловодски камен узидан у Цркву Светог Марка, палату Београд, зграду Поште, Хипотекарне банке, Француског културног центра, Мост краља Александра...
У новијој историји од беловодског пешчара изграђене су црква Светог цара Лазара у Бирмингему у Енглеској (1967), црква посвећена Спаљивању Моштију Светог Саве у Крњеву (1987), Црква Светог Јована Крститеља у Ратини (2002). Осим тога, од беловодског камена рађени су и украси на Саборном храму у Подгорици, иконостаси у црквама у Белој Води, Шипову, Језеру, часна трпеза и камени стубови за цркву Богородице Љевишке и Светог Ђорђа у Призрену, иконостас за цркву манастира Лепавина у Хрватској, иконостас и крст за цркву манастира Бешка, трон и часну трпезу за цркву у Андријевици.
- Детаљи Моста Краља Александра (данас Бранков мост) у Београду
- Детаљи цркве Светог Марка у Београду
- Црква у Крњеву
- Црква Светог Јована Крститеља у Ратини